# TheFatRat
TheFatRat（ザ・ファットラット、本名：クリスチャン・フリードリッヒ・ヨハネス・ビュトナー〈ドイツ語: Christian Friedrich Johannes Büttner〉、1979年6月1日 - ）は、ドイツのDJ、レコード プロデューサー、ミュージシャンである。

## 概要
ジャンルはよく「グリッチホップ」と表現されている。その他には、ビルボードダンス/エレクトロニック アルバムチャートで23位に達した2016年のエクステンデッドプレイ「Jackpot」で最も知られている。2015年2月にビルボードのネクスト・ビッグ・サウンドチャートで15位に達した。

## 音楽キャリア
ビュトナーは2001年に本名で音楽制作を開始した。テレビ、ラジオ、広告のBGMを制作することから始め、DJ用の音楽を制作した。
2010年、ビュトナーはルネ・ラ・トープのために曲「ミニョン・ミニョン」を制作し、フランスでナンバーワンのシングルになった。その頃、ルーペ・フィアスコのアルバム「Food & Liquor II: The Great American Rap Album Pt. 1」で「Audubon Ballroom」という曲も制作し、ビルボード200で5位にランクインした。
2011年7月、彼は若い頃に付けられたニックネームであるTheFatRatというペンネームでソロ音楽の制作を開始した。ビュトナーのキャリアは、最初のEPである「Do Be Do Be Do」のリリースから始まった。
2016年までに、ビュトナーの音楽は150万以上のYouTube動画で使用された。彼のシングル「Unity」（アルバム「Sounds of Syndication Vol. 1」）は、Twitchで最も視聴者数の多いストリーマーの1人であるTom Cassellによってキュレーションされた。
2016年11月、ビュトナーは2枚目のEPである「Jackpot」をユニバーサル ミュージックレーベルからリリースした。EPは、ビルボードのダンス/エレクトロニック アルバムチャートで23位に達した。2016年12月、ビュトナーはユニバーサル ミュージックと共同でレコードレーベル「The Arcadium」を立ち上げた。
2017年6月、ボーカリストのアンジュリーをフィーチャーしたシングル「Fly Away」をリリースした。7月には、エレクトリックフォレストフェスティバルに出演した。2017年10月、ボーカリストのLola Blancをフィーチャーしたシングル「Oblivion」をリリースした。
2018年3月、シングル「MAYDAY」をリリース。2018年7月、ビデオ ゲームDota 2のミュージックパックである「Warrior Songs」をリリースし、2018年9月13日にゲームで利用できるようになったと、 Team Secretのオペレーションディレクターであるマシュー・ベイリー（別名：サイボーグマット）は、述べている。
2018年12月、彼はYouTubeのコンテンツIDシステムがどのように「壊れている」かについてのビデオを投稿した。これは、Ramjetsとして知られる1人の匿名ユーザーが彼の曲「The Calling」のすべての収益を主張し、YouTubeが論争の解決を拒否したためである。この申し立ては、後にYouTubeによって削除された。
2020年2月、Redbull.comは、ビュトナーと彼のキャリアに関する10分間のドキュメンタリー「TheFatRat: Everything You Ever Wanted To Know About Him」を作成した。彼らは記事「TheFatRat: Meet the EDM DJ who's elevated video game music to high art.」の中でこれをリリースした。
2020年2月7日、ビュトナーは自身とメイジー・ケイ主演のSFミュージックビデオをYouTubeでリリースし、ビュトナーの曲「The Storm」でケイと共演した。ミュージックビデオはアイスランドで撮影され、初日はスルトシェリル洞窟、2日目はヘクラ山、3日目と最終日はヒョルレイフスホフジで撮影された。ミュージックビデオに付随するのは、「The Storm - Interactive」と呼ばれるモバイル向けゲームで、ビデオのストーリーをプレイできる。

## ディスコグラフィー

### アルバム
| 年     | タイトル                   | リリース日                             | レーベル     | フォーマット         |
| ------ | -------------------------- | -------------------------------------- | ------------ | -------------------- |
| 2018年 | Warrior Songs (Dota 2より) | 2018年7月20日 2018年9月13日 (ゲーム内) | The Arcadium | デジタルダウンロード |
| 2021年 | Parallax                   | 2021年9月10日                          | The Arcadium | デジタルダウンロード |

### EP
| 年     | 題名             | リリース日     | レーベル                 | フォーマット         | チャートのピーク位置 |
| 年     | 題名             | リリース日     | レーベル                 | フォーマット         | US Dance             |
| ------ | ---------------- | -------------- | ------------------------ | -------------------- | -------------------- |
| 2011年 | Do Be Do Be Do   | 2011年7月28日  | 自費出版                 | デジタルダウンロード | –                    |
| 2016年 | Jackpot          | 2016年11月18日 | ユニバーサルミュージック | デジタルダウンロード | 23                   |
| 2020年 | Classics Remixed | 2020年6月12日  | The Arcadium             | デジタルダウンロード |                      |